# Cupido in vena di scherzi
Cupido in vena di scherzi (Km. 0) è un film del 2000 scritto e diretto da Yolanda García Serrano e Juan Luis Iborra. La pellicola ha ricevuto alcune nomination importanti come quella al Premio Goya come miglior canzone nel 2001.

## Trama
In un torrido pomeriggio estivo le vicissitudini di quattordici personaggi si intrecciano nei paraggi di Puerta del Sol.
Pedro è un ventunenne che aspira a fare il regista e arriva a Madrid in cerca di fortuna; durante la sua permanenza ha trovato ospitalità presso un'amica di sua sorella, Silvia, ma Pedro non l'ha mai vista e così per errore si ritrova in casa della prostituta Tatiana, che a sua volta lo ha scambiato per un cliente con cui aveva appuntamento. Tatiana è una ventinovenne che si prostituisce da tempo, ma viene frequentemente maltrattata dagli uomini con cui si incontra. Dopo aver ricevuto una fellatio dalla donna, il giovane Pedro le chiarisce il malinteso, ma Tatiana si innervosisce e prende delle pillole per dormire, mettendo alla porta il ragazzo. Pedro tuttavia non se ne va, anzi mentre Tatiana dorme, le pulisce l'appartamento da cima a fondo. Al risveglio della prostituta, Pedro la convince a farsi aiutare da lui per divenire una squillo di classe.
Silvia, l'amica della sorella di Pedro, è un'attrice alle prime armi che sogna di prendere parte ad un musical. Mentre sta per attraversare la strada, riconosce in un automobilista il famoso direttore di casting Gerard Serrault, così si fa investire da lui per poterlo avvicinare. I due entrano quindi in un bar di Puerta del Sol, dove la ragazza cerca in ogni modo di far emergere il suo talento, recitando Shakespeare e cantando un brano tratto da Cabaret.
Miguel e Benjamin sono due amici che convivono nell'appartamento di fronte a quello di Tatiana a Puerta del Sol; Miguel è un affascinante gigolò eterosessuale, mentre Benjamin è un esuberante ragazzo gay che desidera una relazione stabile. Miguel viene contattato per una prestazione da Marga Serrano, una simpatica signora benestante di mezza età che viene trascurata dal marito. Miguel e Marga si trovano subito in sintonia e i due si recano nell'appartamento di lui per consumare il rapporto.
Chattando su un sito per incontri omosessuali, il giovanissimo ballerino di flamenco Bruno accetta un appuntamento al buio con un ragazzo di nome Maximo. Bruno però conosce casualmente Benjamin (che è dovuto uscire di casa perché dentro ci sono Miguel e Marga) e lo scambia per Maximo; da parte sua, Benjamin sente subito una grande attrazione verso Bruno e decide di non rivelargli l'equivoco, assecondandolo e portandolo a casa sua per avere un rapporto sessuale.
Sergio è un timido impiegato in procinto di sposarsi, ma essendo ancora vergine, ha deciso di fare esperienza con una prostituta e per questo motivo ha fissato un incontro con Tatiana. La donna tuttavia non si presenta all'appuntamento perché ha scambiato Pedro per il suo cliente, così Sergio conosce casualmente Maximo. I due uomini si fermano a bere qualcosa nello stesso bar di Silvia e Gerard e si mettono a parlare della vita di Sergio. Maximo instaura in Sergio dei dubbi riguardo alla sua sessualità, ma dopo avergli causato un orgasmo semplicemente toccandogli la nuca, lo rassicura dicendogli che non è gay ma solo eccitato.
Intanto il gestore del bar, Mario, sta organizzando le proprie nozze con la fidanzata Amor. Mario però riceve costantemente le avances dell'intraprendente Roma, sorella adolescente di Amor, e inoltre sogna di aprire un negozio di fotografia anche se non ha i soldi necessari. Intanto l'ingenua e sprovveduta Amor passa una giornata molto sfortunata, venendo derubata ben tre volte (mentre si trova in gioielleria per comprare un orologio a Mario, una cliente le sottrae il borsellino con il denaro; successivamente mentre si sta provando l'abito da sposa nella boutique, qualcuno le ruba i soldi che ha appena prelevato dal bancomat; infine mentre sta tornando in lacrime al bar, due uomini su un'auto le scippano la borsa).
Dopo aver fatto sesso con Miguel, Marga trova sul tavolino di casa il portafogli di Benjamin, ma non sapendo della presenza di questi in casa, pensa che il portafogli sia del gigolò. All'interno, con sua enorme sorpresa, trova una fotografia identica a quella che tiene lei nella borsetta: la foto ritrae lei da giovane con un bambino, il figlio che aveva avuto da ragazza e che i suoi genitori avevano cresciuto da soli dopo averla cacciata di casa. Marga crede quindi che suo figlio sia Miguel e, convinta di aver commesso incesto, fugge dall'appartamento sconvolta, rifugiandosi nel bar di Mario, dove sviene.
Benjamin intanto rivela a Bruno di non essere l'uomo con cui aveva appuntamento e il ragazzo dapprima si mostra seccato e arrabbiato, ma successivamente, appena entrato in ascensore, rivela a Benjamin di essersi innamorato di lui. Le porte dell'ascensore però si bloccano e Bruno resta chiuso dentro proprio nel momento in cui i due si erano dichiarati reciprocamente.
Intanto al bar Marga si confida con Mario e poco dopo arriva Benjamin che racconta a Mario di aver trovato un uomo e acquista una bottiglia di champagne. Marga riconosce il portafogli e capisce che Benjamin è suo figlio, così acquista anche lei una bottiglia di champagne e brinda con Miguel, che è riuscito a trovarla. Inoltre firma un assegno a Mario per permettergli di aprire il suo negozio.
La trasformazione di Tatiana a opera di Pedro è ultimata: la donna riesce ad abbordare Sergio al bar e contratta una tariffa molto soddisfacente. Quindi, ormai affezionata a Pedro, gli chiede di convivere con lei invece di andare da Silvia e il ragazzo decide di accettare. Nel frattempo Maximo dice scherzosamente a Sergio di essere il suo angelo custode e immediatamente dopo svanisce nel nulla; Sergio scopre che al bar nessuno ha notato la presenza di Maximo e quindi comincia a credere che sia vero ciò che lui gli ha detto.
Al commissariato, Amor si mette a dialogare con il poliziotto addetto alle denunce: questi è un uomo piuttosto stravagante, che non riesce ad avere delle relazioni con le donne e che vive nel continuo ricordo di una ragazzina di cui si era innamorato da bambino. Dal discorso, Amor capisce di essere lei quella ragazzina e confessa che anche lei ha sempre conservato una sua foto nella borsa. I due così capiscono di amarsi ancora e decidono frettolosamente di sposarsi, ma Amor non sa come fare a lasciare Mario. La ragazza va al bar per parlargli ma non riesce a dirgli la verità, così va in bagno; il poliziotto, credendo che Amor abbia detto tutto a Mario, gli rivela involontariamente i loro progetti. Mario rimane di stucco, ma decide di cedere alla corte di Roma e subito prima di chiudere il bar, la bacia.
Il bar viene chiuso e tutti i personaggi escono insieme sulla strada: Silvia è riuscita a colpire l'attenzione di Gerard e ha ottenuto l'ingaggio, Sergio finalmente perderà la verginità, Tatiana è divenuta una prostituta d'alto bordo ed è diventata amica di Pedro, Marga e Miguel decidono di approfondire la loro conoscenza, Amor e Mario sono felici con dei nuovi partner. Gli unici a mancare all'appello sono Benjamin e Bruno, che si trovano in casa a fare l'amore mentre Maximo li osserva dall'alto: è chiaro che Maximo è anche il loro angelo custode.